# Venturia macilenta
Venturia macilenta là một loài tò vò trong họ Ichneumonidae.